# Thomas Bertolini
Thomas Bertolini (Rovereto, 10 juli 1988) is een Italiaans wielrenner die anno 2012 uitkomt voor Farnese Vini-Selle Italia.

## Belangrijkste overwinningen
2007
- 1e etappe Ronde van Berlijn
- Memorial Fausto Coppi

## Resultaten in voornaamste wedstrijden
| Jaar | Gent-Wevelgem |
| ---- | ------------- |
| 2012 | 99e           |